# アンテフ3世
アンテフ3世（Intef III）は、エジプト第11王朝のエジプト第1中間期のファラオである。在位は紀元前2069年から紀元前2061年。即位名はナクトネブテプネフェル（Nakjtnebtepnefer）で、「ホルス、勝者、良い始まりの神」という意味である。
墓はテーベにある列墓であり、功績についてはほとんど知られていない。アンテフ3世は、父のアンテフ2世が勝ち取った、上エジプトの17州に及ぶ領土を守った。また彼はアスワンにあるヘカイブ（第6王朝の王子）という名前の王子の荒れ果てた墓を修復したことが知られている。短いが平和な8年間の治世を終え、息子のメンチュヘテプ2世に王位を譲った。アンテフ3世は、アンテフ1世、アンテフ2世と並んで、メンチュヘテプ2世の埋葬殿があるデル・エル・バハリの近くの列墓に葬られた。アンテフ3世の孫はメンチュヘテプ3世で、娘のネフェルウ2世は自身の兄弟と結婚した。

## 関連文献
- W. Grajetzki, The Middle Kingdom of Ancient Egypt: History, Archaeology and Society, Duckworth, London 2006 ISBN 0-7156-3435-6, 15-17